# Marathon de New York 2015
Navigation
2014 2016
Le Marathon de New York de 2015 est la 45e édition du Marathon de New York aux États-Unis qui a lieu le dimanche 1er novembre 2015. C'est le sixième et dernier des World Marathon Majors à avoir lieu en 2015.

## Résultats

### Hommes

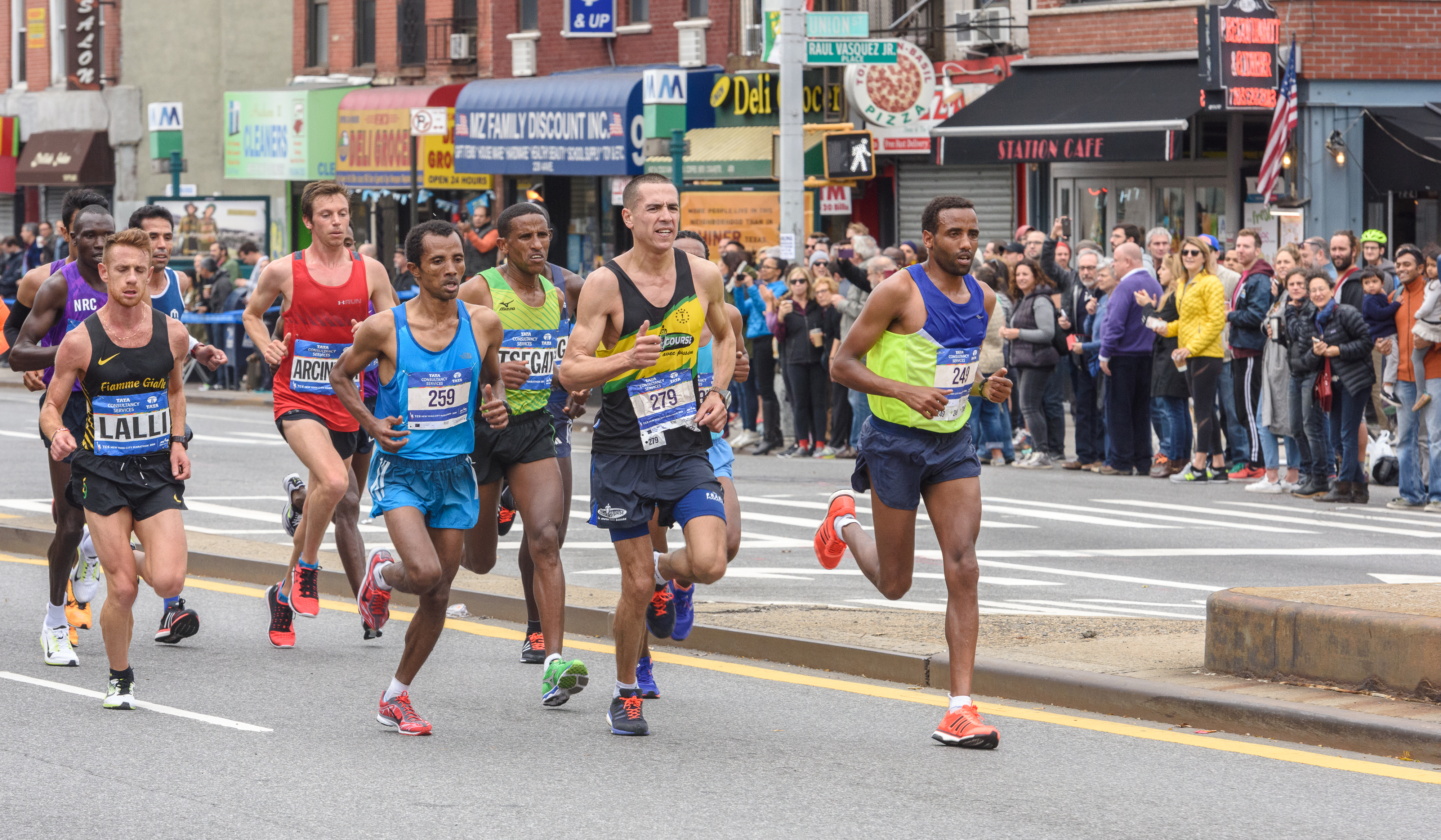
Groupe de tête masculin sur la 4e avenue, Brooklyn

| Rang | Athlète                   | Nationalité | Temps           |
| ---- | ------------------------- | ----------- | --------------- |
|      | Stanley Kipleting Biwott  | Kenya       | 2 h 10 min 34 s |
|      | Geoffrey Kipsang Kamworor | Kenya       | 2 h 10 min 48 s |
|      | Lelisa Desisa             | Éthiopie    | 2 h 12 min 10 s |
| 4    | Wilson Kipsang            | Kenya       | 2 h 12 min 45 s |
| 5    | Yemane Tsegay             | Éthiopie    | 2 h 13 min 24 s |
| 6    | Yuki Kawauchi             | Japon       | 2 h 13 min 29 s |
| 7    | Meb Keflezighi            | États-Unis  | 2 h 13 min 32 s |
| 8    | Craig Leon                | États-Unis  | 2 h 15 min 16 s |
| 9    | Birhanu Dare Kemal        | Éthiopie    | 2 h 15 min 40 s |
| 10   | Kevin Chelimo             | Kenya       | 2 h 15 min 49 s |

### Femmes

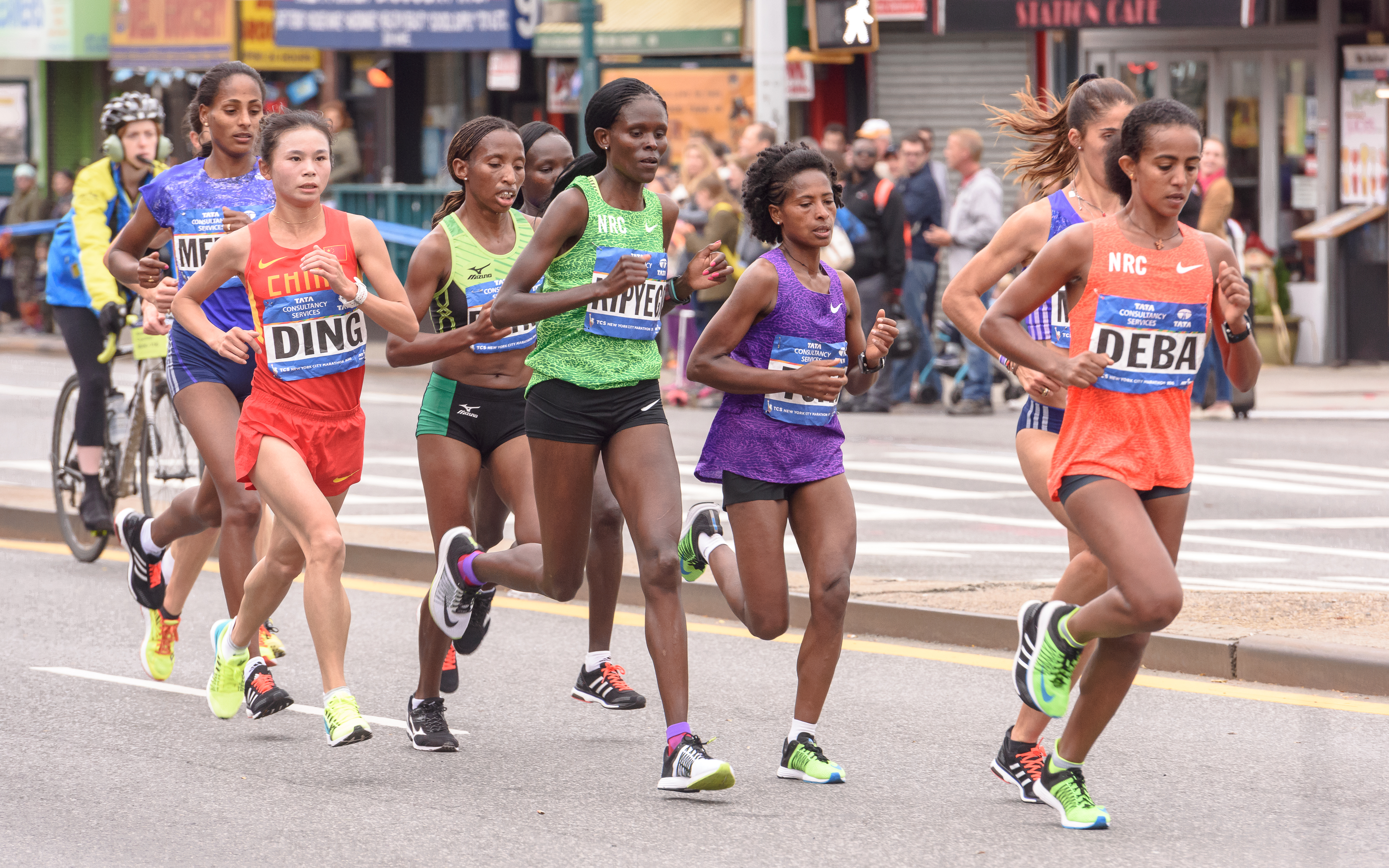
Groupe de tête féminin sur la 4e avenue, Brooklyn

| Rang | Athlète                | Nationalité | Temps           |
| ---- | ---------------------- | ----------- | --------------- |
|      | Mary Jepkosgei Keitany | Kenya       | 2 h 24 min 25 s |
|      | Aselefech Mergia       | Éthiopie    | 2 h 25 min 32 s |
|      | Tigist Tufa            | Éthiopie    | 2 h 25 min 50 s |
| 4    | Sara Moreira           | Portugal    | 2 h 25 min 53 s |
| 5    | Christelle Daunay      | France      | 2 h 26 min 57 s |
| 6    | Priscah Jeptoo         | Kenya       | 2 h 27 min 03 s |
| 7    | Laura Thweatt          | États-Unis  | 2 h 28 min 23 s |
| 8    | Jeļena Prokopčuka      | Lettonie    | 2 h 28 min 46 s |
| 9    | Anna Incerti           | Italie      | 2 h 33 min 13 s |
| 10   | Caroline Rotich        | Kenya       | 2 h 33 min 19 s |

### Fauteuils roulants (hommes)
| Rang | Athlète       | Nationalité    | Temps           |
| ---- | ------------- | -------------- | --------------- |
|      | Ernst Van Dyk | Afrique du Sud | 1 h 30 min 54 s |
|      | Josh George   | États-Unis     | 1 h 30 min 55 s |
|      | Marcel Hug    | Suisse         | 1 h 34 min 05 s |

### Fauteuils roulants (femmes)
| Rang | Athlète          | Nationalité | Temps           |
| ---- | ---------------- | ----------- | --------------- |
|      | Tatyana McFadden | États-Unis  | 1 h 43 min 04 s |
|      | Manuela Schar    | Suisse      | 1 h 44 min 57 s |
|      | Sandra Graf      | Suisse      | 1 h 52 min 05 s |